# Lophotriorchis
Lophotriorchis is een monotypisch geslacht van vogels uit de familie van de havikachtigen (Accipitridae). De wetenschappelijke naam van het geslacht is voor het eerst geldig gepubliceerd in 1874 door Richard Bowdler Sharpe. De enige soort:
- Lophotriorchis kienerii – Roodbuikdwergarend